# اوله پاتیاک
اوله پاتیاک (روسی: Олег Станиславович Патяк؛ زادهٔ ۲۸ نوامبر ۱۹۸۵) بازیکن فوتبال اهل اوکراین است.
از باشگاه‌هایی که در آن بازی کرده‌است می‌توان به باشگاه فوتبال متالورگ زاپروژیا و باشگاه فوتبال اسپارتاک نعلچیک اشاره کرد.